# أرماند ليفي
أرماند ليفي (بالفرنسية: Armand Lévy) هو محامي ومحامي فرنسي، ولد في 12 مارس 1827 في كوت دور في فرنسا، وتوفي في 23 مارس 1891 في باريس في فرنسا.